# Xylopia kalabenonensis
Xylopia kalabenonensis är en kirimojaväxtart som beskrevs av D. M. Johnson, Deroin och Martin Wilhelm Callmander. Xylopia kalabenonensis ingår i släktet Xylopia och familjen kirimojaväxter. Inga underarter finns listade i Catalogue of Life.